# Zabłocie (rejon mostowski)
Zabłocie (biał. Забалацце; ros. Заболотье) – wieś na Białorusi, w obwodzie grodzieńskim, w rejonie mostowskim, w sielsowiecie Piaski.
W dwudziestoleciu międzywojennym leżało w Polsce, w województwie białostockim, w powiecie wołkowyskim, w gminie Piaski.